# Peter Guinness
Peter Guinness (Whitstable, 14 de agosto de 1950) es un actor británico conocido por sus participaciones en teatro, cine y televisión.

## Biografía
En septiembre de 1996 se casó con la actriz y escritora inglesa Roberta Taylor.

## Carrera
Apareció como protagonista en el video musical de Live, "Freaks".
En 1983 se unió al elenco de la miniserie británica By the Sword Divided donde interpretó a Dick Skinner hasta el final en 1985. Ese mismo año apareció en la película británica de terror The Keep donde interpretó a un soldado, la película estuvo protagonizada por Scott Glenn, Jürgen Prochnow y Robert Prosky.
En 1992 apareció en la película Alien 3 donde interpretó a Gregor, uno de los reclusos que intenta violar a Ellen Ripley (Sigourney Weaver), Gregor muere después de que es mordido en el cuello y asesinado por un Alien. Ese mismo año apareció en la película Christopher Columbus: The Discovery donde dio vida al fraile Fra Perez.
El 11 de septiembre de 1997 se unió al elenco de la duodécima temporada de la serie médica Casualty donde interpretó al gerente general Elliot Matthews hasta el final de la temporada el 28 de febrero de 1998. Ese mismo año obtuvo un pequeño papel en la película The Saint donde interpretó al curador de Frankie.
En 1999 apareció en la película Sleepy Hollow donde interpretó a Lord Crane, el padre de Ichabod Crane (Johnny Depp).
El 13 de octubre de 2000 apareció en la popular serie británica Coronation Street donde interpretó a Ray Sykes, el padre de Linda Sykes-Baldwin (Jacqueline Pirie), Jimmy (Danny Cunningham), Ryan (Matthew Dunster) y Dean Sykes (Ciaran Griffiths). El 22 de abril de 2002 Peter regresó brevemente a la serie donde interpretó nuevamente a Ray.
En el 2005 apareció en la miniserie Bleak House donde interpretó al juez de instrucción.
En el 2006 apareció en la película The Conclave donde interpretó al Cardenal italiano Latino Orsini.
Ese mismo año apareció en varios episodios de la serie policíaca The Bill donde interpretó a Peter Harris, un empresario local que sale con la inspectora Gina Gold (Roberta Taylor) hasta el 2007 después de que Gina terminara la relación, anteriormente había aparecido por primera vez en la serie en 1989 donde interpretó a Mark Lovett en el episodio "Mickey Would Have Wanted It", posteriormente apareció en 1995 ahora interpretando a Terry Gorman en "Looking for Justice", al detective inspector Crawley durante el episodio "Death of a Nobody" y a Christopher Vanderbilt en el 2002.
En el 2010 apareció en la película Centurion donde interpretó al General Cassius. Ese mismo año apareció en un episodio de la serie británica Ashes to Ashes donde dio vida al criminal Terry Stafford.
En el 2011 se unió al elenco de la serie Hidden donde interpretó a Jason Styles. Ese mismo año apareció como invitado en el primer episodio de la miniserie Zen donde interpretó a Tito Spadola, un preso que tiene una enfermedad terminal, que se encuentra en libertad condicional que asesina a un juez.
En el 2012 apareció como invitado en un episodio de la serie Merlín como Ari, un brujo y aliado de la bruja Morgana Pendragon (Katie McGrath).
En el 2013 apareció en un episodio de la miniserie The Bible donde interpretó a Nabucodonosor II de Babilonia, el gobernante de la dinastía caldea de Babilonia. Ese mismo año apareció como invitado en la serie Da Vinci's Demons donde interpretó al fraile dominico Tomás de Torquemada, el primer Inquisidor general de Castilla y Aragón.
También apareció en la popular serie Strike Back: Shadow Warfare donde interpretó a Pushkin un prisionero que ayuda a los oficiales Damien Scott (Sullivan Stapleton) y Michael Stonebridge (Philip Winchester) a salir de una prisión rusa.

## Filmografía

### Series de televisión
| Año         | Título                             | Personaje                     | Notas                                         |
| ----------- | ---------------------------------- | ----------------------------- | --------------------------------------------- |
| 2017        | Watership Down                     | Silverweed                    | episodio # 1.2 - miniserie                    |
| 2016        | Stan Lee's Lucky Man               | Vincent Lermentov             | episodio "More Yang Than Yin"                 |
| 2015        | Critical                           | Mr. Devlin                    | episodio # 1.5                                |
| 2014        | The Assets                         | Dmitry Polyakov               | 2 episodios - miniserie                       |
| 2013        | Strike Back: Shadow Warfare        | Pushkin                       | episodio # 4.7                                |
| 2013        | Da Vinci's Demons                  | Fraile Tomás de Torquemada    | episodio "The Tower"                          |
| 2013        | The Bible                          | Nabucodonosor II de Babilonia | episodio "Survival" - miniserie               |
| 2012        | Merlín                             | Ari                           | episodio "The Diamond of the Day: Part One"   |
| 2011        | Hidden                             | Jason Styles                  | 4 episodios                                   |
| 2011        | Zen                                | Tito Spadola                  | episodio "Vendetta" - miniserie               |
| 2010        | Ashes to Ashes                     | Terry Stafford                | episodio # 3.4                                |
| 2009        | Doctor Who: Dreamland              | Señor Dead                    | 5 episodios - miniserie                       |
| 2009        | 1066                               | De Coutances                  | episodio 2The Last Battle"                    |
| 2008        | Silent Witness                     | Powell                        | 2 episodios                                   |
| 2008        | New Tricks                         | Charlie Webber                | episodio "Loyalties and Royalties"            |
| 2008        | City of Vice                       | Hargreaves                    | episodio # 1.5                                |
| 2006 - 2007 | The Bill                           | Peter Harris                  | 6 episodios                                   |
| 2005 - 2006 | Sea of Souls                       | Dr. Phillip Duncan            | 2 episodios                                   |
| 2005        | Bleak House                        | Coroner                       | 2 episodios - miniserie                       |
| 2005        | Murphy's Law                       | Brand                         | episodio "Hard Boiled Eggs and Nuts"          |
| 2003 - 2004 | Red Cap                            | Capt. Gavin Howard            | 12 episodios                                  |
| 2003        | Georgian Underworld                | -                             | episodio "The Peterloo Massacre"              |
| 2000, 2002  | Coronation Street                  | Ray Sykes                     | 6 episodios                                   |
| 2001        | Lexx                               | Joseph Van Helsing            | 2 episodios                                   |
| 2001        | Dark Realm                         | Oficial                       | episodio "The House Sitter"                   |
| 2000        | Harbour Lights                     | Vinnie                        | episodio "The Safe Side"                      |
| 1999        | CI5: The New Professionals         | Vasil Lankov                  | episodio "Skorpion"                           |
| 1999        | Esther                             | Admatha                       | miniseries                                    |
| 1999        | Wing and a Prayer                  | Ronnie Clarke                 | episodio # 2.6                                |
| 1997 - 1998 | Casualty                           | Elliot Matthews               | 22 episodios                                  |
| 1997        | Cadfael                            | Padre Ailnoth                 | episodio "The Raven in the Foregate"          |
| 1997        | Ivanhoe                            | Montfitchet                   | 4 episodios - miniserie                       |
| 1996        | Rhodes                             | Coronel Kekewich              | episodio "The Reckoning "                     |
| 1996        | Tales from the Crypt               | Señor Starr                   | episodio "Horror in the Night"                |
| 1995        | Bugs                               | Mackenzie                     | episodio "Shotgun Wedding"                    |
| 1994        | Seaforth                           | Brummy                        | 3 episodios                                   |
| 1994        | Smokescreen                        | Albert Gold                   | 5 episodios - miniserie                       |
| 1993        | Heartbeat                          | Stevie Walsh                  | episodio "Riders of the Storm"                |
| 1993        | Paul Merton: The Series            | -                             | 2 episodios                                   |
| 1993        | The Young Indiana Jones Chronicles | Hombre                        | episodio "Prague, August 1917"                |
| 1993        | Stay Lucky                         | Bob Gettings                  | episodio "Flameproof and Free"                |
| 1993        | Highlander                         | Coronel Bellian               | episodio "Nowhere to Run"                     |
| 1992        | Shakespeare: The Animated Tales    | Antonio                       | episodio "The Tempest"                        |
| 1992        | Zorro                              | Bandido                       | episodio "An Affair to Remember"              |
| 1992        | Spender                            | Det. Chief Insp. Gillespie    | episodio "Here We Go Again"                   |
| 1990 - 1991 | The Chief                          | Det. Chief Insp. Keith Inman  | 3 episodios                                   |
| 1991        | The Case-Book of Sherlock Holmes   | Wilcox                        | episodio "The Creeping Man"                   |
| 1991        | Van der Valk                       | Nick Koop                     | episodio "Dangerous Games"                    |
| 1990        | Chancer                            | Cabo Piper                    | 3 episodios                                   |
| 1990        | Screen Two                         | Parkes                        | episodio "Old Flames"                         |
| 1989        | Blackeyes                          | Fotógrafo                     | 2 episodios - miniserie                       |
| 1988        | Rockliffe's Babies                 | Bernie Morelli                | episodio "Hearts and Flowers"                 |
| 1983 - 1985 | By the Sword Divided               | Dick Skinner                  | 14 episodios - miniserie                      |
| 1982        | Squadron                           | Lucena                        | episodio "Deadline"                           |
| 1982        | Smiley's People                    | Hari Krishna Monk             | episodio # 1.2 - miniserie                    |
| 1982        | The Brack Report                   | John Sherman                  | episodio "Chapter 6"                          |
| 1980        | Play for Today                     | Oficial de Policía            | episodio "Keep Smiling"                       |
| 1979        | The Legend of King Arthur          | Girflet                       | episodio # 1.8                                |
| 1979        | Hazell                             | Señor Downes                  | episodio "Hazell and the Baker Street Sleuth" |

### Películas
| Año  | Título                                 | Personaje                  | Notas                                                                                                |
| ---- | -------------------------------------- | -------------------------- | --- |
| 2023 | The Boys in the Boat                   | George Pocock              | |
| 2019 | The Last Boy                           | Sacerdote                  | |
| 2019 | Zack Snyder's Justice League           | DeSaad                     | |
| 2019 | Official Secrets                       | TinTin                     | junto a Keira Knightley, Matt Smith, Matthew Goode, Adam Bakriy Ralph Fiennes                        |
| 2010 | Centurion                              | General Cassius            | junto a Michael Fassbender, Andreas Wisniewski, Dave Legeno, Dominic West & Dhaffer L'Abidine        |
| 2006 | Hogfather                              | Dave                       | junto a David Jason, Marc Warren, Michelle Dockery, David Warner & Tony Robinson                     |
| 2006 | The Conclave                           | Cardenal Latino Orsini     | junto a Manu Fullola, Brian Blessed, James Faulkner & Rolf Kanies                                    |
| 2004 | Out of Time                            | Doctor                     | corto - junto a Mark Heap, Douglas Hodge & Hattie Morahan                                            |
| 2004 | Secret Passage                         | Alfonso Salvador           | junto a John Turturro, Katherine Borowitz, Tara Fitzgerald & Hannah Taylor Gordon                    |
| 2004 | Out of the Shadows                     | Matthew                    | corto - junto a Victoria Byrne, Scott Christie, Dustin Demri-Burns & Phyllis Logan                   |
| 2001 | Red Cap                                | Capt. Gavin Howard         | junto a Tamzin Outhwaite, Blake Ritson, Gordon Kennedy, Martin Cole & Douglas Hodge                  |
| 2001 | Jack and the Beanstalk: The Real Story | Hall Cryer                 | junto a Matthew Modine, Vanessa Redgrave, Daryl Hannah, Jon Voight & Richard Attenborough            |
| 2000 | Greenfingers                           | Dudley                     | junto a Clive Owen, Helen Mirren, David Kelly, Warren Clarke & Danny Dyer                            |
| 2000 | Arabian Nights                         | Ejecutor                   | junto a Mili Avital, Alan Bates, James Frain, Tchéky Karyo, Dougray Scott, Rufus Sewell & Jim Carter |
| 1999 | Sleepy Hollow                          | Lord Crane                 | junto a Johnny Depp, Christina Ricci & Lisa Marie Smith                                              |
| 1997 | Hostile Waters                         | Vladimirov                 | junto a Rutger Hauer, Martin Sheen, Max von Sydow & Colm Feore                                       |
| 1997 | The Saint                              | Curador de Frankie         | junto a Val Kilmer, Henry Goodman, Alun Armstrong, Michael Byrne & Irina Apeksimova                  |
| 1993 | Spender: The French Collection         | Det. Chief Insp. Gillespie | junto a Jean-François Balmer, Tom Bell & Lynn Harrison                                               |
| 1992 | Christopher Columbus: The Discovery    | Fra Perez                  | junto a Marlon Brando, Tom Selleck, Georges Corraface, Catherine Zeta-Jones & Benicio Del Toro       |
| 1992 | Alien³                                 | Gregor                     | junto a Sigourney Weaver, Charles S. Dutton, Charles Dance & Paul McGann                             |
| 1992 | The Cloning of Joanna May              | Philip                     | junto a Patricia Hodge, Brian Cox, Michael Brogan, Peter Capaldi & Oliver Ford Davies                |
| 1992 | The Zebra Man                          | George Burchett            | corto - junto a Duncan Bell, Minnie Driver & Garard Green                                            |
| 1990 | The Widowmaker                         | Det. Sergeant Wills        | junto a Annabelle Apsion, Alun Armstrong, David Morrissey & Kenneth Welsh                            |
| 1989 | The Woman in Black                     | Stall Holder               | junto a Adrian Rawlins, Pauline Moran, David Ryall & Clare Holman                                    |
| 1988 | Ruleta americana                       | Oficial de Policía         | junto a Andy Garcia, Kitty Aldridge, Guy Bertrand & Ricardo Sibelo                                   |
| 1985 | Family Ties Vacation                   | Hombre de Contacto         | junto a Meredith Baxter, Michael Gross, Michael J. Fox, Justine Bateman & Tina Yothers               |
| 1983 | The Keep                               | Soldado                    | junto a Scott Glenn, Jürgen Prochnow, Gabriel Byrne, Ian McKellen & William Morgan Sheppard          |

### Documentales
| Año  | Título                                | Personaje           | Notas                                      |
| ---- | ------------------------------------- | ------------------- | ------------------------------------------ |
| 2004 | Medici: Godfathers of the Renaissance | Giovanni de' Medici | episodio "Birth of a Dynasty" - documental |

### Narrador
| Año         | Título                    | Notas                  |
| ----------- | ------------------------- | ---------------------- |
| 2003 - 2005 | Days That Shook the World | 9 episodios - narrador |

### Teatro
| Año  | Obra           | Personaje          | Director (a)  | Teatro                | Notas                               |
| ---- | -------------- | ------------------ | ------------- | --------------------- | ----------------------------------- |
| 2012 | Reunion        | Raymond            | Anthony Biggs | Jermyn Street Theatre | junto a Roberta Taylor              |
| 2011 | Reading Hebron | -                  | -             | -                     | junto a David Antrobus & Ben Nathan |
| 2007 | The Pianist    | Władysław Szpilman | Neil Bartlett | -                     | junto a Mikhail Rudy                |